# Sarabande (film, 2003)
Pour les articles homonymes, voir Sarabande (homonymie).
Pour plus de détails, voir Fiche technique et Distribution.
Sarabande (Saraband) est un film suédois du réalisateur Ingmar Bergman tourné et diffusé à la télévision en 2003, et sorti en salle en 2004.
Marianne et Johan, le couple du film, étaient déjà les personnages de Scènes de la vie conjugale (Scener ur ett äktenskap) en 1973.

## Synopsis
Persuadée qu'il a besoin d'elle, Marianne décide de rendre visite à Johan dans la maison de campagne où il vit reclus. Entre eux, la complicité et l'affection sont réelles, malgré les trente ans passés sans se voir. Marianne fait la connaissance du fils du vieil homme, Henrik, et de la fille de ce dernier, Karin, qui habitent dans les environs. Tous deux ne se remettent pas de la mort d'Anne, l'épouse d'Henrik...

## Fiche technique
- Titre original : Saraband
- Titre de travail : Anna
- Réalisation : Ingmar Bergman
- Scénario : Ingmar Bergman
- Images : Stefan Eriksson
- Son : Börje Johansson
- Montage : Sylvia Ingemarsson
- Musique : J. S. Bach, Sarabande suite pour violoncelle n°5, Thorleif Thedéen ; Anton Bruckner, Symphonie n° 9, scherzo, Sveriger Radios Symphoniorkester, Herbert Blomstedt  ; J. S. Bach, choral "Alle Menschen mussen sterben",  BWV 1117, orgue, Hans Fagius ; Sonate en trio n°1, Allegro, orgue, Torvald Toréen.
- Production : Sveriges Television
- Tournage : septembre à octobre 2002
- Dates de diffusion et sortie : 1er décembre 2003 (TV Suède), 14 décembre 2004 (Arte), 15 décembre 2004 (sortie en salles en France)
- Film suédois
- Durée : 120 minutes

## Distribution
- Liv Ullmann : Marianne
- Erland Josephson : Johan
- Börje Ahlstedt (VF : Vincent Grass) : Henrik
- Julia Dufvenius : Karin
- Gunnel Fred : Martha

## Récompenses
- En 2005, le film est nommé aux Césars pour le Meilleur Film de l'Union Européenne.

## Autour du film
- Le film fut tourné pour la télévision suédoise et y fut diffusé en décembre 2003. Le film sortit en salle, d'abord en France, un an plus tard, en projection numérique.
- Les âges déclarés des personnages de Scènes de la vie conjugale et de Sarabande ne correspondent pas. Dans le premier film Johan avait 52 ans à la fin du film (42 au début) mais Marianne n'accusait que 45 ans (35 lorsque l'histoire démarrait). Ils devraient donc ici et en bonne logique avoir respectivement 84 et 77 ans alors qu'ils annoncent 82 et 63.
D'autre part, les prénoms des deux filles nées de leur mariage ne concordent pas : nous avons ici Martha et Sara au lieu de Eva et Karin.
Johan n'avait pas été marié avant Marianne (elle, si) et n'avait pas de fils (Henrik). Par contre, après leur divorce, il s'était remarié avec une certaine... Anna.
Enfin, dans Sarabande, Marianne fait allusion aux poèmes qu'écrivait Johan, sujet d'une scène de "la vie conjugale" trente-deux ans plus tôt. On retrouve aussi la lanterne de papier représentant l'astre solaire et l'affirmation de Johan selon laquelle l'entente entre un homme et une femme repose sur une bonne camaraderie et une vie sexuelle épanouie.
- Bergman, lui, soutient que Sarabande n'est en aucun cas la suite de "Scènes de la vie conjugale".

## Commentaires
(juin 2006).
- Si vous ne connaissez pas le sujet, laissez ce bandeau (vous pouvez alors contacter les auteurs).
- Si vous supprimez le contenu mis en cause (vous pouvez préalablement contacter les auteurs),

argumentez précisément cette suppression dans la page de discussion
(un manque de référence n'est pas un argument ; une recherche réelle de référence doit avoir été effectuée, être formellement documentée).
Bergman s'est  projeté au moins en partie dans le personnage de Johan. Il partage le même âge mais aussi l'ex-femme puisque le cinéaste fut le partenaire de Liv Ullmann, il y a une trentaine d'années. La peur de la mort (nombre de ses films tournent autour de ce thème), cette angoisse qui lui sort de partout, même "du cul", cette "diarrhée mentale" dont Johan s'avoue la proie en fin de film avant de se mettre à nu au propre comme au figuré, Bergman les éprouve. Il suffit de visionner ses œuvres cinématographiques mais aussi littéraires dont ses autobiographies pour s’en convaincre. De plus, le cinéaste suédois ne s'est  jamais ménagé, pratiquant l'auto-dérision et le mépris envers sa propre personne plus que de raison. 
Johan nous est présenté comme un homme devenu profondément méprisant. Les mots qu'il emploie pour parler de son fils Henrik se révèlent d'une violence inouïe, son dégoût pour "l'amour gluant" que lui portait autrefois l'enfant Henrik, l'humiliation qu'il impose à son fils désormais sexagénaire ont eu pour conséquence d'avoir établi entre eux une relation bâtie tout entière sur la haine. Des relations conflictuelles entre parents et enfants, Bergman en avait déjà traité par le passé, comme dans Sonate d'automne. Mais sans doute jamais avec un tel degré dans la haine avouée. Johan paraît souvent monstrueux dans son mépris et son cynisme. Il n'en sera que plus émouvant à l'heure de la crise existentielle, cette angoisse quand, face à la mort qui approche, Johan tombe enfin masque et costume et se révèle tel qu'il est : un vieillard nu.
Entre eux, deux femmes : Anna la morte et Karin la vivante. Le père et le fils ressemblent souvent à deux galants rivaux. Anna leur a échappé à tous deux via la maladie, leur laissant une cicatrice impossible à refermer. On peut d'ailleurs se demander quelle était la nature exacte des sentiments de Johan pour sa belle-fille. Là encore, l'ambiguïté règne.
Karin, elle, devient un enjeu entre les deux hommes. Henrik veut la garder attachée à lui. Prenant pour prétexte son rôle de professeur de musique, il révèle en fait un amour de type exclusif et égoïste non dénué, comme déjà dit, d'une ambiguïté certaine, probablement incestueuse (ils dorment ensemble et s'embrassent sur la bouche). Mais il est aussi un homme profondément perdu, cassé depuis son veuvage et Karin reste la seule bouée le tenant encore hors de l'eau où son être et sa raison ne demandent qu'à sombrer. Henrik est montré tour à tour tendre et attachant, son amour pour Anna nous émeut, sa fragilité aussi, une intense douleur le brûle toujours comme il le confesse à Marianne, alors qu'il vient de révéler l'un des aspects les plus noirs de sa personnalité : "Parfois, je me demande si je ne suis pas un peu fou. J'ai tout le temps mal".
Johan, lui, veut "libérer" Karin. Mais le désire-t-il vraiment de façon désintéressée ou, plus ou moins inconsciemment, afin de priver ce fils tant méprisé et détesté, du seul bonheur que celui-ci possède encore ?
Karin elle, ne choisit pas. Elle aime tout autant son père et son grand-père, même si vivre avec le premier entraîne de constantes tensions et une souffrance explosive, trop souvent au-delà de l'intolérable. Pourtant, s'il existe un rayon d'optimisme dans Sarabande, on le trouvera chez Karin. Cette jeune fille aussi sensible et fragile que dure et cassante, arrivera finalement à décider par elle-même de son avenir. Repoussant à la fois l'emprise du père et le tapis rouge du grand-père via l'offre d'un grand chef d'orchestre ami de ce dernier. Elle partira, mais là où elle seule l'a décidé. 
Marianne, notre guide, nous accueille à l'entrée de ce drame familial. Elle encadre le film, l'ouvrant et le clôturant. Tout ce qui se situe entre le prologue et l'épilogue, les dix chapitres, scènes ou mouvements est donc un retour en arrière, tout le film étant raconté par Marianne. D'elle, nous savons qu'elle exerce la profession d'avocate, qu'une de ses filles vit en Australie avec son mari et que l'autre a été internée dans un hôpital psychiatrique. Pouvant sembler assez passive durant tout le récit, elle sert de confidente à chaque protagoniste à tour de rôle, démontrant toujours une bonne volonté parfois mise à mal. Elle ne se dévoile que dans les derniers instants du film, comme une mère également coupable (elle n'a jamais ressenti le lien de filiation) lors d'une scène assez surprenante tout d'abord puis, surtout, dans les ultimes secondes.
Vingt-deux ans après son "dernier film" présenté comme "film testament" (Fanny et Alexandre), le nouvel opus cinématographique d'Ingmar Bergman Sarabande est une œuvre magnifique, digne des meilleurs films de son auteur. S'il n'atteint peut-être pas l'ampleur de certains (Le Septième Sceau, Les Fraises sauvages, Cris et chuchotements, Fanny et Alexandre, ...), il les rejoint pourtant en profondeur. 
De par sa forme, Sarabande relève du "film de chambre", autrement dit de ce croisement si cher à Bergman entre théâtre et cinéma, son épouse légitime et sa maîtresse comme il aimait à le rappeler et que le cadre télévisuel lui a si souvent permis de synthétiser.
Ceux et celles qui attendaient de Bergman un apaisement au soir de sa vie et de son œuvre en seront pour leurs frais : Sarabande s'avère un film d'une noirceur terrible, d'un désespoir quasi total que, seules, quelques lueurs bien fragiles tentent de fendre.